# Towson
Towson é uma Região censo-designada localizada no estado americano de Maryland, no Condado de Baltimore.

## Demografia
Segundo o censo americano de 2010, a sua população era de 55197 habitantes.

## Geografia
De acordo com o United States Census Bureau tem uma área de
36,8 km², dos quais 36,4 km² cobertos por terra e 0,4 km² cobertos por água. Towson localiza-se a aproximadamente 107 m acima do nível do mar.

## Localidades na vizinhança
O diagrama seguinte representa as localidades num raio de 8 km ao redor de Towson.